# Innocence Is No Excuse
Innocence Is No Excuse es el séptimo álbum de estudio de la banda británica de heavy metal Saxon, publicado en 1985 por EMI Records. 

## Detalles
El sonido de este disco es diferente a sus trabajos anteriores, lo que no gustó a sus seguidores en Europa, pero que marcó un reconocimiento en los Estados Unidos sobre todo en la MTV, ya que sus videoclips eran rotados diariamente. Por otro lado, fue el último álbum con el bajista Steve Dawson ya que luego de su gira promocional renunció a la banda por problemas matrimoniales.
Este cambio se vio reflejado en las listas del Reino Unido donde obtuvo el puesto 36, el más bajo hasta ese entonces comparado con sus discos anteriores. Sin embargo, alcanzó la posición 133 en la lista Billboard 200 de los Estados Unidos, siendo la más alta para un disco de la banda. Para promocionarlo se lanzaron tres canciones como sencillos, de las cuales destacaron «Back on the Streets» y «Rock 'n' Roll Gypsy» que ingresaron en las posiciones 75 y 72 en la lista inglesa UK Singles Chart respectivamente.
En 2010 se remasterizó con siete pistas adicionales, principalmente grabadas en vivo, mientras que otras habían sido anteriormente publicadas como lado B de los sencillos promocionales. 
De ellas destacó «The Medley» que está integrada por «Heavy Metal Thunder», «Stand Up and Be Counted», «Taking Your Chances» y «Warrior».

## Lista de canciones
| N.º | Título                          | Escritor(es)                            | Duración |  |
| 1.  | «Rockin' Again»                 | Byford, Dawson                          | 5:12     |  |
| 2.  | «Call of the Wild»              | Byford, Quinn, Oliver, Dawson, Glockler | 4:03     |  |
| 3.  | «Back on the Streets»           | Byford, Quinn, Oliver, Dawson, Glockler | 3:59     |  |
| 4.  | «Devil Rides Out»               | Byford, Dawson                          | 4:23     |  |
| 5.  | «Rock 'n' Roll Gypsy»           | Byford, Dawson                          | 4:13     |  |
| 6.  | «Broken Heroes»                 | Byford, Dawson                          | 5:27     |  |
| 7.  | «Gonna Shout»                   | Byford, Quinn, Oliver, Dawson, Glockler | 3:58     |  |
| 8.  | «Everybody Up»                  | Byford, Dawson                          | 3:28     |  |
| 9.  | «Raise Some Hell»               | Byford, Dawson                          | 3:40     |  |
| 10. | «Give it Everything You've Got» | Byford, Quinn, Oliver, Dawson, Glockler | 3:27     |  |

| Pistas adicionales en remasterización de 2010 |                                                                               |                                         |          |  |
| N.º                                           | Título                                                                        | Escritor(es)                            | Duración |  |
| 11.                                           | «Back on the Streets» (12" Club Mix)                                          | Byford, Quinn, Oliver, Dawson, Glockler | 5:10     |  |
| 12.                                           | «Live Fast Die Young» (lado B de «Back on the Streets»)                       | Glockler, Dawson, Byford                | 3:48     |  |
| 13.                                           | «Krakatoa» (lado B de «Rock 'n' Roll Gypsy»)                                  | Byford, Quinn, Oliver, Dawson, Glockler | 3:46     |  |
| 14.                                           | «The Medley» (en vivo, lado B de «Rock 'n' Roll Gypsy»)                       | Varios                                  | 9:05     |  |
| 15.                                           | «Gonna Shout» (en vivo)                                                       | Byford, Quinn, Oliver, Dawson, Glockler |          |  |
| 16.                                           | «Devil Rides Out» (en vivo)                                                   | Byford, Dawson                          | 4:59     |  |
| 17.                                           | «Back on the Streets» (BBC in Concert, grabado en el Hammersmith Odeon, 1985) | Byford, Quinn, Oliver, Dawson, Glockler | 4:38     |  |

## Miembros
- Biff Byford: voz
- Paul Quinn: guitarra eléctrica
- Graham Oliver: guitarra eléctrica
- Steve Dawson: bajo
- Nigel Glockler: batería